# Forsthof Marienhölzungsweg

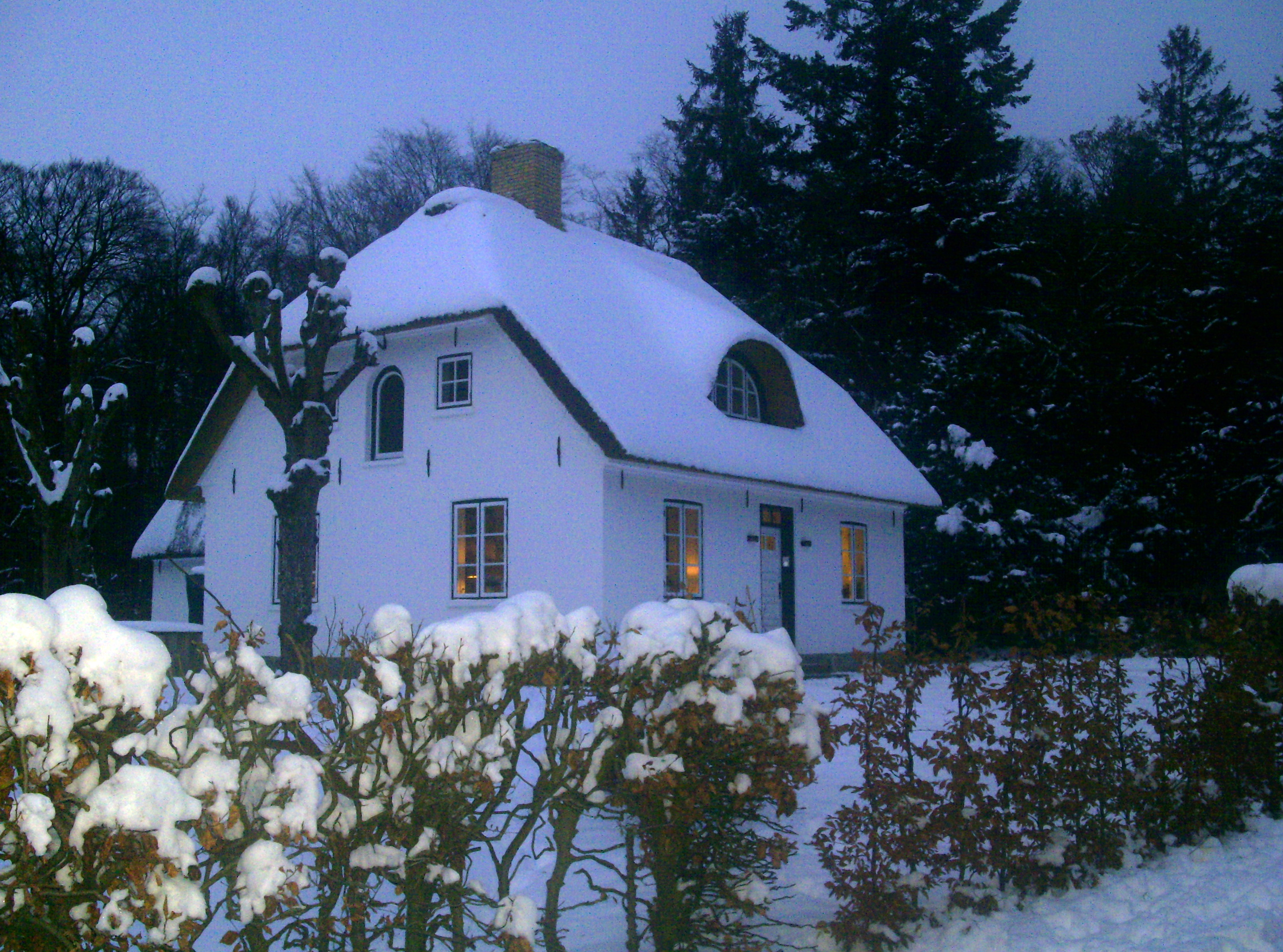
Altes Forsthaus (2009)

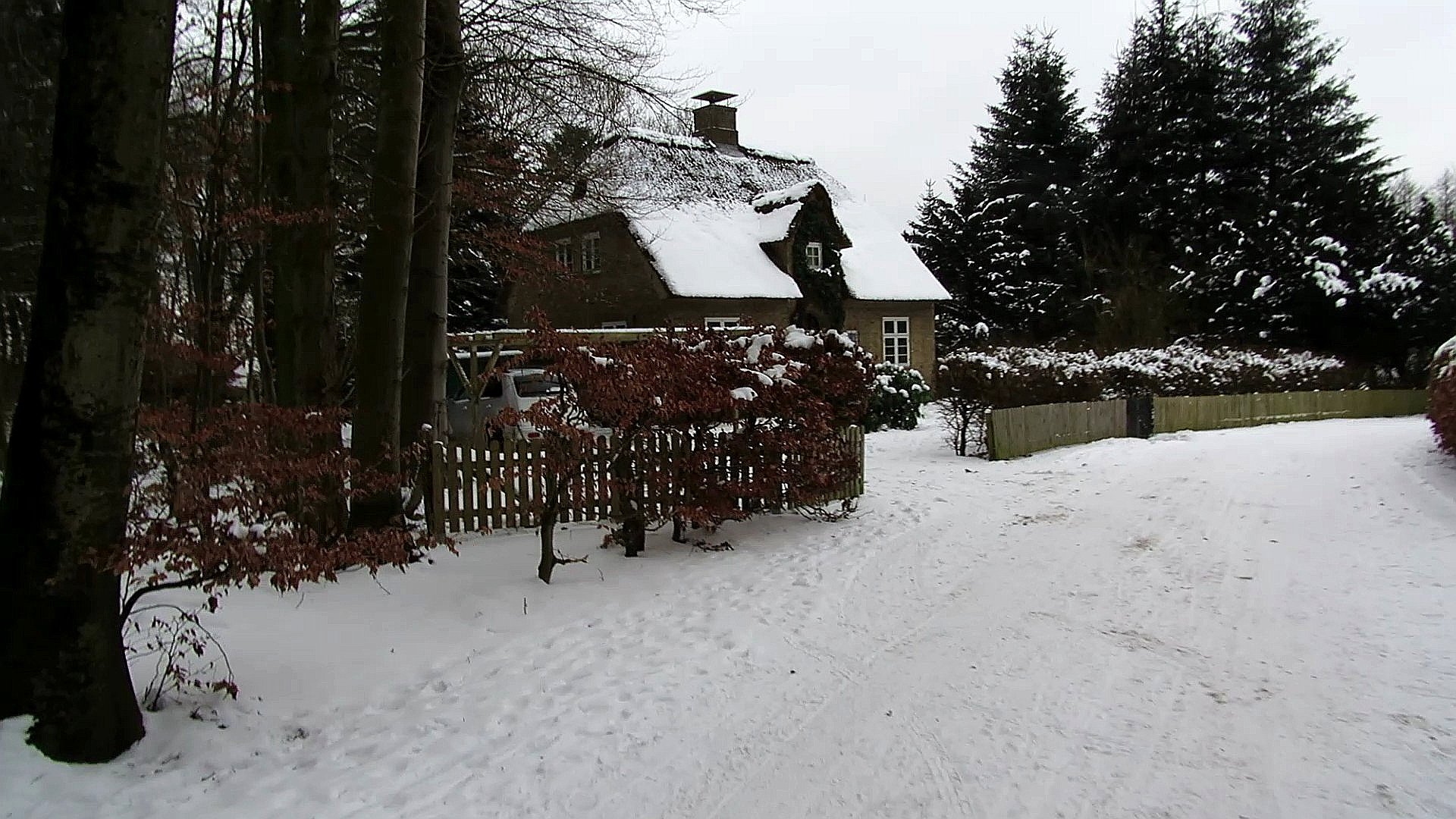
Neues Forsthaus (2013)

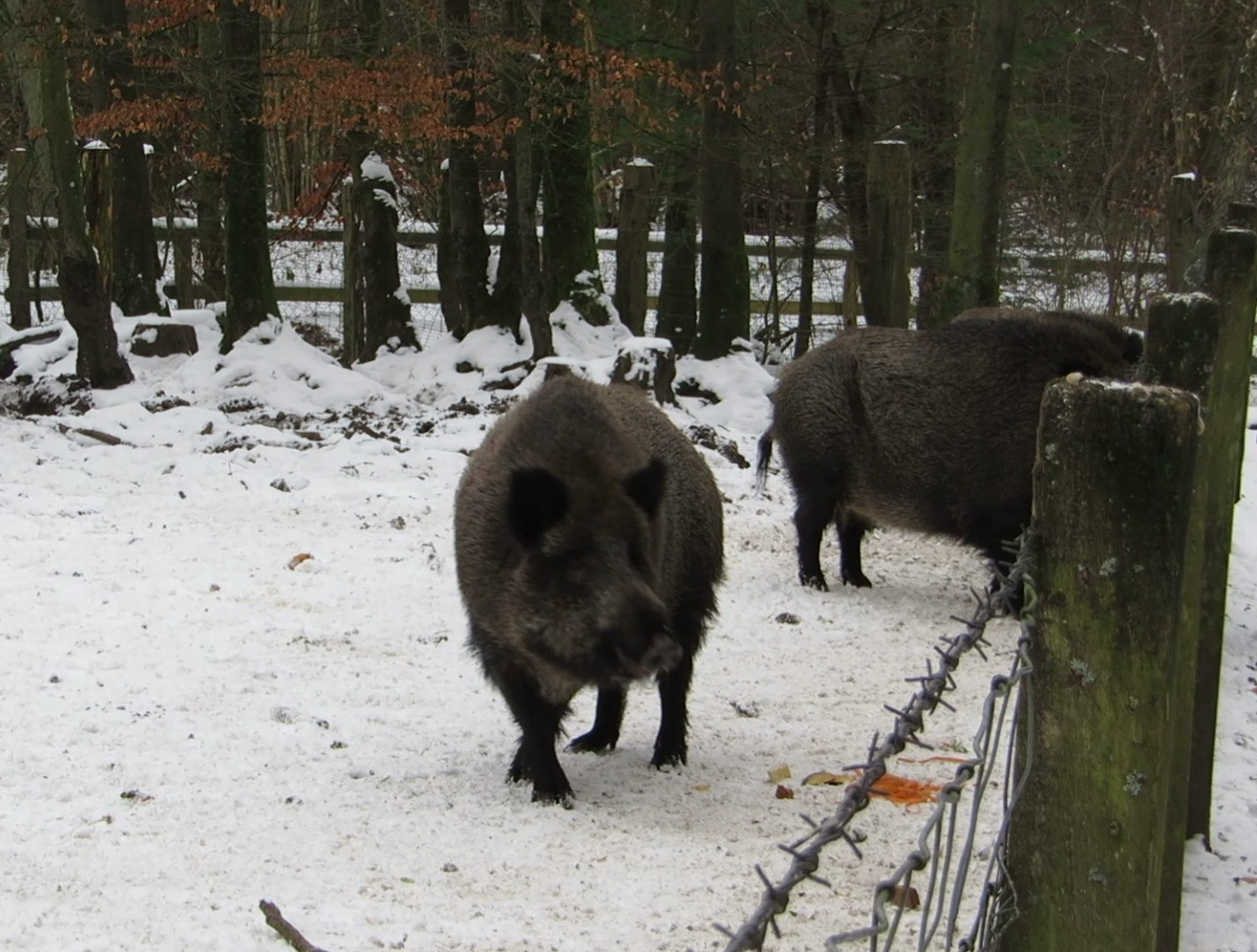
Wildschweingatter (2013)

Der Forsthof Marienhölzungsweg in Flensburg-Westliche Höhe liegt in der dortigen Marienhölzung. Er besteht im Kern aus zwei Forsthäusern, die im 19. und 20. Jahrhundert entstanden und die zu den Kulturdenkmälern der Stadt gehören. Daneben existieren noch weitere Anlagen, Neubauten sowie Wildgehege die zum Komplex gehören.

## Hintergrund
Ein Vorläufer des Forsthofes befand sich im 18. Jahrhundert an der Stelle des Gasthauses Marienhölzung. − Ursprünglich stand an der Stelle des besagten Gasthauses eine Holzvogtei die um 1750, für den Holzvogt Hans Wesche, dem die Aufsicht über die Marienhölzung oblag, errichtet wurde. Diese Holzvogtei diente als Wohn- und Wirtschaftsgebäude sowie auch schon als eine kleine Gastwirtschaft.

### Altes Forsthaus
Das kleine reetgedeckte Putzhaus mit Halbwalmdach im Marienhölzungsweg 160 (Lage) wurde in einer schlichten Ausführung 1846 errichtet. Es dient noch heute als Dienstwohnhaus. Das Alte Forsthaus wurde in neuerer Zeit, aus geschichtlichen Gründen und weil es als Kulturlandschaft prägend eingestuft wurde, unter Denkmalschutz gestellt.

### Neues Forsthaus
Das Neue Forsthaus wurde 1937 vom Architekten Theodor Rieve als neues Wohn- und Dienstwohngebäude geplant. Es wurde 1938/39 direkt gegenüber dem Alten Forsthaus vom städtischen Hochbauamt errichtet und erhielt die Adresse Marienhölzungsweg 161 (Lage). Beim Neuen Forsthaus handelt es sich um einen Gelbsteinbau, mit reetgedeckten Halbwalmdach. Auf der Hauptfrontseite befindet sich ein übergiebeltes Mittelzwerchhaus. In neuerer Zeit wurde das Alte Forsthaus aus geschichtlichen Gründen und da es als Kulturlandschaft prägend eingestuft wurde, unter Denkmalschutz gestellt.

### Weitere Anlagen
Direkt neben dem Alten Forsthaus und dem Neuen Forsthaus befinden sich noch Gebäude der Försterei (Forstverwaltung) aus dem 20. Jahrhundert, die offensichtlich irgendwann nach dem Zweiten Weltkrieg entstanden (Lage). Des Weiteren sind dort Wildgatter zu finden, in denen Wildschweine und Damwild gehalten werden, unter anderem ein weißer Hirsch namens Nathan.